# Parc Nacional de les Illes del Canal

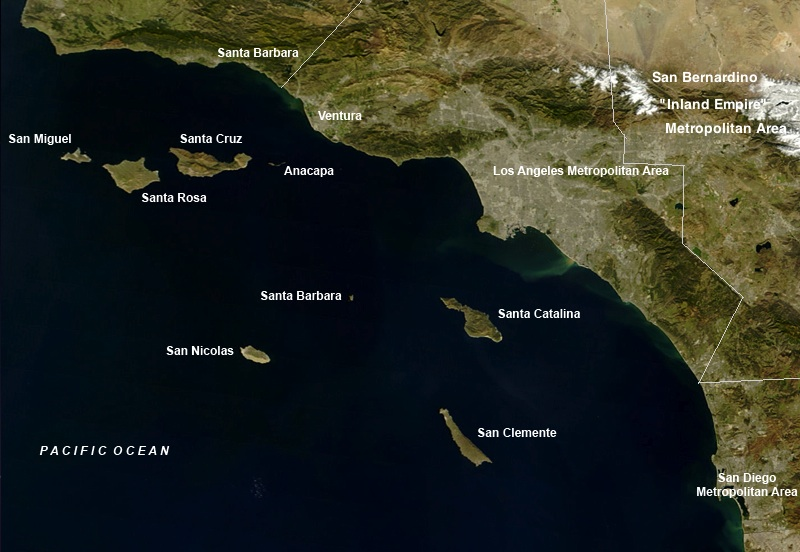
Mapa de les Channel Islands amb relació a la costa de Califòrnia de Sud

El Parc Nacional de les Illes del Canal (o les Illes Santa Bàrbara) (Channel Islands National Park) és un parc nacional als Estats Units que inclou cinc de les vuit Illes del Canal que són a l'oceà Pacífic al llarg de les costes de Califòrnia. La meitat del parc és sota l'aigua. La seu del parc i el centre de visitants Robert J. Lagomarsino es troben a la ciutat de Ventura. Hi ha un centre de visitants també a la ciutat de Santa Bàrbara. A les illes, es troben estacions de guardaparcs a Anacapa i Santa Bàrbara. Hi ha una nova estació planificada per a una casa històrica al Scoprion Ranch ubicat a Santa Cruz.
Les Illes del Canal és llar d'una gran varietat de recursos naturals i culturals. A aquestes anomenades "Illes Galápagos" nord-americanes, es troben 145 espècies distinctes que no es poden trobar en cap altre lloc. El 26 d'abril 1938 la zona de l'arxipèlag es va proclamar monument nacional i l'any 1976 es va declarar una Reserva de la Biosfera. El 5 de març de 1980 es va esdevenir un parc nacional. El parc abasta 1.010 km² i inclou el terreny d'aquestes illes:
- San Miguel (38 km²)
- Santa Rosa (214 km²)
- Anacapa (2,8 km²)
- Santa Bàrbara (2,6 km²)
- Santa Cruz (245 km²)

L'organització sense ànim de lucre Nature Conservancy gestiona i és propietari d'un 76% del terreny de Santa Cruz tot i que tota l'illa se situa dins de límits del parc. Els visitants a la secció de l'illa administrada per la Nature Conservancy necessiten permisos d'aquesta organització desponibles a la Web.